# Resolució 1758 del Consell de Seguretat de les Nacions Unides
La Resolució 1758 del Consell de Seguretat de les Nacions Unides fou adoptada per unanimitat el 15 de juny de 2007. Després de reafirmar totes les resolucions sobre el conflicte de Xipre, en particular la Resolució 1251 (1999), el Consell va prorrogar el mandat de la Força de les Nacions Unides pel Manteniment de la Pau a Xipre (UNFICYP) durant sis mesos fins al 15 de desembre de 2007.

## Resolució

### Observacions
El Consell de Seguretat va demanar a Xipre i Xipre del Nord que abordaran amb urgència la qüestió humanitària de les persones desaparegudes. Va assenyalar l'avaluació del Secretari General Ban Ki-moon que la solució a la disputa rau en els propis xipriotes i en el paper solidari de les Nacions Unides en aquest procés i que la situació a l'illa en general es va mantenir generalment tranquil·la.
Es va instar a ambdues parts a abstenir-se d'accions que augmentessin la tensió. La resolució va donar la benvinguda als creuaments del grecoxipriotes al nord i els turcoxipriotes al sud i l'obertura de punts de pas addicionals, inclòs el carrer Ledra. Va assenyalar que la situació a la Línia Verda a Xipre milloraria si ambdues parts acceptessin la memòria d'ajuda de 1989 utilitzada per les Nacions Unides.
Hi havia preocupació que les oportunitats de debat públic sobre el futur de l'illa havien anat a menys, tot i que es van donar la benvinguda als intents de contactes bi-comunals. A més, hi havia preocupació pel progrés del desminatge en la zona d'amortiment i es va instar a la part turcoxipriota a reprendre les activitats de desminatge.
La resolució va donar la benvinguda als esforços de les contribucions de Grècia i Xipre a l'operació de manteniment de la pau i els esforços relacionats amb la prevenció del VIH/SIDA en la missió de manteniment de la pau.

### Actes
Ampliant el mandat de la UNFICYP, la resolució va instar a ambdues parts a discutir amb urgència el procés de demarcació, recolzant encara més els esforços de la UNFICYP per implementar la política d'explotació sexual. Va instar el costat turcoxipriota a restaurar l'statu quo militar que existia a Strovilia abans del 30 de juny del 2000.
El Consell va demanar al Secretari General que informés abans del 1 de desembre de 2007 sobre els progressos realitzats.